# クロツラヘラサギ
クロツラヘラサギ（黒面箆鷺、Platalea minor）は、鳥綱ペリカン目トキ科ヘラサギ属に属する生物である。

## 分布
カンボジア、タイ王国、大韓民国、中華人民共和国、台湾、香港、朝鮮民主主義人民共和国、日本、ベトナム、ロシア東部
朝鮮半島西岸部や遼寧省沿岸部・ウラジオストック周辺で繁殖し、冬季になるとカンボジア・中華人民共和国沿岸部・台湾・香港・日本・ベトナムなどで越冬する。日本には冬季に越冬のため、主に九州や沖縄県などに少数個体が飛来する（冬鳥）。

## 形態
全長70 - 80センチメートル。翼長36センチメートル。翼開長110センチメートル。体重1,580 - 2,200グラム。全身は白い。
眼先や嘴、後肢は黒い。繁殖期になると冠羽が伸長し、冠羽や胸部・眼先の皮膚が黄色みをおびる。幼鳥は外側初列風切や次列風切の外縁（羽縁）が黒い

## 生態
干潟や河口・池・水路などに生息する。満潮時にはヨシ原や干潟・池・低木林・堤防などで休む。樹上にとまることもある。
魚類、甲殻類などを食べる。干潟や浅瀬で水中や地中に嘴を浅く差し入れて細かくふるわせ、頸部を左右に振り採食を行う。
無人島の断崖にある岩棚に木の枝を組み合わせた巣をつくるが、古巣を再利用したりアオサギなどの巣を奪うこともある。5月下旬から6月上旬に、3個の卵を産む。雌雄共に抱卵し、抱卵期間は26日。雛は孵化してから11日で巣立つ。飼育下ではオスが生後5年、メスが生後3年で性成熟した例がある。

## 人間との関係
2017年の時点では生息数は増加傾向にある。一方で工業開発や養殖池への転換などによる生息地の破壊、農薬による中毒、卵の採集などによる影響が懸念されている。標識や発信機による調査、一斉に越冬個体を確認してカウントするなどの生息状況を把握する試みが進められている。1990年代初頭には約300羽、1995年には約500羽、2000年に約660羽、2005年に約1,500羽、2010年に約2,400羽が確認されている。2012年には中華人民共和国南部・香港・マカオで772羽、台湾で1,562羽、大韓民国で41羽、日本で283羽（県別の内訳は後述）、ベトナムで35羽、と計2,693羽が確認されている。
日本
以前はまれな冬鳥だったが、2014年の時点では主に九州や沖縄県・山口県で定期的に飛来する越冬個体がみられる。一方で鉄道や道路建設・堤防建設・埋め立てによる生息地の破壊および獲物の減少、釣り糸による絡まり、粗大ごみによる嘴の損傷、送電線への衝突などによる影響が懸念されている。2020年に国内希少野生動植物種に指定され、卵も含め捕獲・譲渡などが原則禁止されている。越冬地は荒尾干潟と漫湖が、ラムサール条約に登録されている。万之瀬川河口域が国の天然記念物に、錦江湾周辺が国立公園に指定されている。一方で保護対策が行われていない越冬地も多い。1990年代初頭には十数羽、2000年に約100羽、2008年に約200羽が確認されている。2012年には沖縄県で14羽、鹿児島県で55羽、熊本県で87羽、佐賀県で30羽、福岡県で77羽、宮崎県で23羽、と計283羽が確認されている。越夏する個体もみられ、2010年には11か所で25羽の越夏個体が報告されている。2017年の時点では、沖縄県レッドリストでは絶滅危惧IB類と判定されている。
絶滅危惧IB類 (EN)（環境省レッドリスト）